# Oituz-Pass
Der Oituz-Pass (rumänisch Pasul Oituz) ist ein 866 m hoher Pass im Kreis Covasna. Der Pass überwindet die Ostkarpaten und führt in das siebenbürgische Becken.
Wegen seiner strategischen Bedeutung wurde er im Ersten Weltkrieg heftig von deutschen und österreichischen Einheiten gegen die rumänischen Einheiten verteidigt.
Beim Dorf Oituz ist eine Gedenkstätte in Erinnerung an die Schlachten des Ersten Weltkriegs errichtet worden.
Über den Pass verläuft die Nationalstraße DN11, die hier Teil der Europastraße 574 ist.